# دم‌بادبزنی پیسه مالزی
دم‌بادبزنی پیسه مالزی (نام علمی: Rhipidura javanica) نام یک گونه از سرده دم‌بادبزنی است.